# (163819) Teleki
(163819) Teleki ist ein Asteroid des mittleren Hauptgürtels, der am 7. September 2003 von dem ungarischen Amateurastronomen Krisztián Sárneczky und der ungarischen Astronomin Brigitta Sipőcz am Piszkéstető-Observatorium (IAU-Code 561) im nordungarischen Mátra-Gebirge im Auftrag des Budapester Konkoly-Observatoriums entdeckt wurde. Mit einer absoluten Helligkeit von 19 mag wurde er während einer Suche nach dem zwei Nächte vorher von den beiden entdeckten Asteroiden (133250) Rubik gefunden.
(163819) Teleki wurde am 20. Mai 2008 nach dem ungarischen Entdecker und Forschungsreisenden Sámuel Teleki (1845–1916) benannt.